# Tereza37
Pour plus de détails, voir Fiche technique et Distribution.
Tereza37 est un film croate réalisé par Danilo Šerbedžija, sorti en 2020.

## Synopsis
Tereza est mariée depuis 10 ans à Marko, marin de profession. À 37 ans, elle fait sa quatrième fausse couche. Sa petite sœur qui a déjà trois enfants, le reste de sa famille et les gens qui l'entourent, la poussent à remettre sa vie en question. Elle prend alors la décision radicale de tourner la page et quitte son mari. Devenue quelque peu arrogante et égoïste, elle s'éprend de sa liberté nouvellement acquise.

## Fiche technique
- Titre : Tereza37
- Réalisation : Danilo Šerbedžija
- Scénario : Lana Barić
- Pays : Croatie
- Année de production : 2020
- Durée : 100 minutes
- Date de sortie : 30 juillet 2020 (Croatie)

## Distribution
- Lana Barić (en), Tereza
- Ivana Roščić (en), Renata
- Leon Lučev, Marko
- Marija Škaričić, Mirela
- Dragan Mićanović (en), Nikola
- Goran Marković, Vedran
- Goran Bogdan (en), Aljosa
- Snježana Sinovčić-Šiškov (sh), Katja
- Nenad Srdelić, Ivan
- Nataša Janjić (en), Ivana
- Nikša Butijer (sh), Hrvoje
- Arijana Čulina (sh)
- Stipe Radoja
- Vicko Bilandžić (hr)
- Monika Vuco

## Récompenses
- Festival du film de Pula de 2020[1]
  - Grande Arène d'or du meilleur film
  - Arène d'or du meilleur réalisateur : Danilo Šerbedžija
  - Arène d'or du meilleur montage : Dubravka Turić
  - Arène d'or de la meilleure actrice dans un second rôle : Ivana Roščić
  - Arène d'or du meilleur scénario : Lana Barić
  - Arène d'or du meilleur maquillage : Snježana Gorup